# لومامي العليا
لومامي العليا (بالفرنسية: Haut-Lomami)‏ هي واحدة من 21 محافظة جديدة في جمهورية الكونغو الديمقراطية أُنشأت في التقسيم الإداري لعام 2015 . تشكلت محافظات كاتانغا العليا، ولومامي العليا، ولوالابا [الإنجليزية]، وتنجانيقا [الإنجليزية] نتيجة لإعادة تقسيم مقاطعة كاتانغا السابقة. شُكلت المحافضة من منطقة أوت لومامي التي تم رفع بلدتها كامينا إلى عاصمة المحافظة الجديدة.

## إقليم
- بوكاما
- كابونجو
- كامينا
- كانياما
- ماليمبا نكولو